# 나주소방서
나주소방서(羅州消防署, Naju Fire Station)는 전라남도 나주시를 관할하는 전라남도 소방본부 산하의 소방서이다.
소방서장은 소방정으로 보한다.

## 연혁
- 1982년 12월 16일: 금성소방서 개서
- 1998년 9월 30일: 담양소방서 분리
- 1998년 10월 1일: 영암소방서 분리
- 2005년 7월 1일: 영광소방서 분리
- 2011년 10월 20일: 화순소방서 분리

## 조직
| - 소방과 - 소방계 - 장비계 | - 방호구조과 - 방호구조계 - 예방안전계 | - 현장대응단 - 진압팀 - 조사지원팀 - 119구조대 |

## 관할센터 및 관할구역
나주소방서는 4개의 119안전센터와 1개의 구조대를 산하에 두고 있다.
| 명칭                 | 사진 | 주소                     | 관할구역                                                              | 지역대                                                  |
| -------------------- | ---- | ------------------------ | --------------------------------------------------------------------- | ------------------------------------------------------- |
| 경현119안전센터      |      | 나주시 예향로 4201       | 나주시 송월동, 금남동, 성북동, 다시면, 문평면, 노안면                 | 문평119지역대 노안119지역대                             |
| 이창119안전센터      |      | 나주시 이창택지길 6-13   | 나주시 영강동, 영산동, 이창동, 세지면, 왕곡면, 반남면, 공산면, 동강면 | 반남119지역대 동강119지역대 왕곡119지역대 공산119지역대 |
| 남평119안전센터      |      | 나주시 남평읍 지석로 106 | 나주시 남평읍, 봉황면, 다도면, 산포면                                 | 봉황119지역대                                           |
| 빛가람119안전센터    |      | 나주시 그린로 296        | 나주시 빛가람동, 금천면                                               | 금천119지역대(폐쇄)                                     |
| 나주소방서 119구조대 |      | 나주시 예향로 4201       | 나주소방서 관할구역 전역                                              |                                                         |

## 같이 보기
- 대한민국 소방청
- 대한민국의 소방
- 소방관 계급